# آموزش‌شناسی

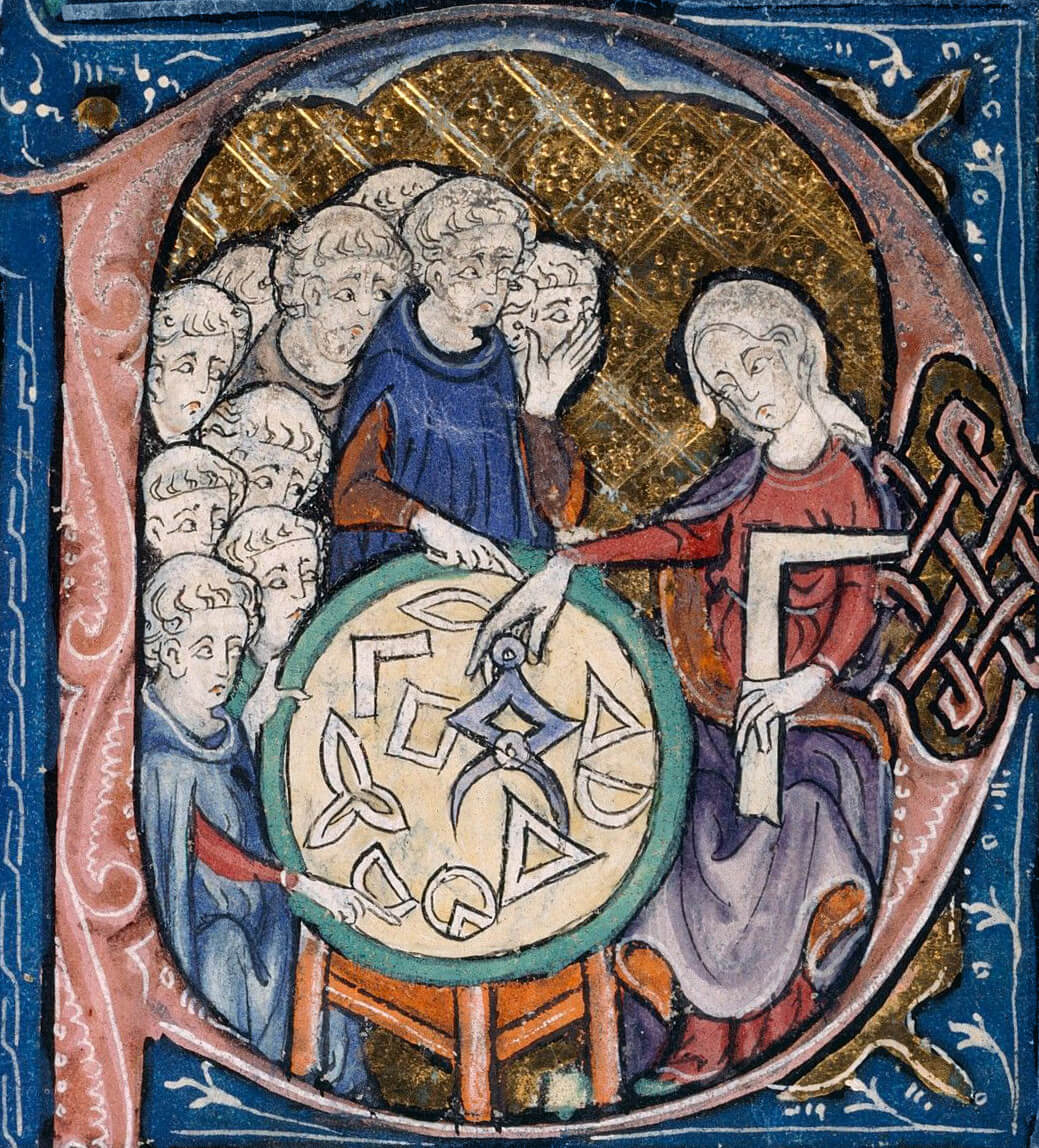
زنی که هندسه تدریس می‌کند (جزئیات یک نسخه خطی تذهیب شده قرن چهاردهم، در ابتدای کتاب اصول اقلیدس، در ترجمه منسوب به آدلارد از باث)

آموزش‌شناسی یا پداگوژی (به فرانسوی: Pédagogie) که بیشتر به عنوان رویکرد تدریس شناخته می‌شود، اصول و روش یادگیری و آموزش است. پداگوژی که به عنوان یک رشته دانشگاهی در نظر گرفته می‌شود و دربارهٔ مطالعه چگونگی انتقال دانش و مهارت به دیگران است از جمله تعاملاتی که در طول یادگیری اتفاق می‌افتد.